# In the Pines
Albums de The Triffids
Born Sandy Devotional
(1986) Calenture
(1987)
In the Pines est un album de The Triffids, sorti en 1986.

## L'album

### Titres
Tous les titres sont de David McComb, sauf mentions.
1. Suntrapper - 2:18
2. In the Pines - 2:35
3. Kathy Knows - 3:45
4. 25 To 5 - 1:06
5. Do You Want Me Near You? (Allan MacDonald) - 3:41
6. Once a Day (Bill Anderson) - 4:01
7. Just Might Fade Away - 2:59
8. Better Off This Way - 2:51
9. Only One Life - 1:30
10. Keep Your Eyes on the Hole - 2:14
11. One Soul Less on Your Fiery List - 4:18
12. Born Sandy Devotional (Edit) - 1:28
13. Love and Affection - 1:42

### Musiciens
- David McComb : voix, guitare, mandoline
- Graham Lee : guitare acoustique et électrique, chœurs
- Martyn P. Casey : basse
- Jill Birt : claviers, voix
- Robert McComb : guitare, voix, violon, batterie, mandoline, harmonica
- Alsy MacDonald : batterie, voix